# OpenJDK

Logo

OpenJDK (Open Java Development Kit) è una implementazione libera della piattaforma Java, edizione standard (Java SE). È il risultato di uno sforzo di Sun Microsystems cominciato nel 2006. L'implementazione è sotto licenza GNU GPL con GPL linking exception. OpenJDK è l'implementazione di riferimento ufficiale di Java SE dalla versione 7. Nel dicembre 2015, Google ha annunciato che la prossima versione della piattaforma Android passerà a OpenJDK, probabilmente per le vertenze legali in corso con Oracle, proprietaria di Java.

## Versioni JDK supportate
OpenJDK era inizialmente basato sulla versione JDK 7 della piattaforma Java.
Ci sono diversi progetti OpenJDK separati, uno per ogni versione di Java SE:
- OpenJDK 19, che è la base di JDK 19.
- OpenJDK 18, che è la base di JDK 18.
- OpenJDK 17, che è la base di JDK 17.
- OpenJDK 16, che è la base di JDK 16.
- OpenJDK 15, che è la base di JDK 15.
- OpenJDK 14, che è la base di JDK 14.
- OpenJDK 13, che è la base di JDK 13.
- OpenJDK 12, che è la base di JDK 12.
- OpenJDK 11, che è la base di JDK 11.
- OpenJDK 10, che è la base di JDK 10.
- OpenJDK 9, che è la base di JDK 9.
- OpenJDK 8, che è la base di JDK 8, pubblicato il 18 marzo 2014.
- OpenJDK 8u, che è basato su JDK 8.
- OpenJDK 7u, che è basato su JDK 7.
- OpenJDK 6, che è basato su JDK 7, retroadattato per fornire una versione open source di Java 6.[9][10]

## Componenti
Il progetto OpenJDK fa parte di un numero di componenti. Principalmente, queste sono macchine virtuali (HotSpot), la libreria Java e il compilatore java (javac). Il plugin del browser web e Web Start, sono parti di Oracle Java, e non sono incluse nell'OpenJDK. Sun, in precedenza aveva detto che avrebbe provato a rendere open source questi componenti, ma né Sun né Oracle lo fecero. Gli unici plugin liberi sono di IcedTea.